# Rotbeskärning
Rotbeskärning, avskärning av ett träds yttersta rotdelar. Den viktigaste formen av rotbeskärning består däri, att största delen av rötterna på ett träd avhugges, utan att trädet rubbas från sin växtplats. Med rotbeskärningen, som bör utföras längre eller kortare tid före lövsprickningen, avses att hämma trädets växtlighet och befordra ansättandet av blommor och frukter. Rotbeskärning utföres med fördel exempelvis på frodigt växande, dåligt bördiga fruktträd.